# 주걱

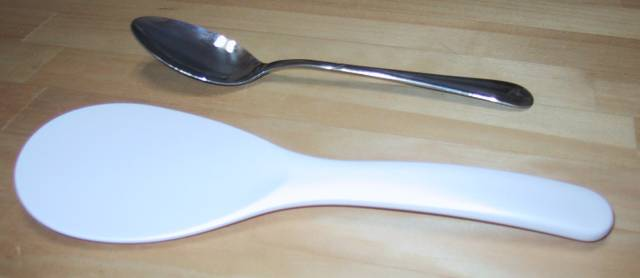
주걱과 수저의 크기 비교

주걱은 밥이나 음식을 푸거나 저어 섞는 데 쓰는 도구이다. 보통 주걱은 밥을 지어서 먹을 때 혹은 밥솥에다가 밥을 짓고 보온이 완료되는 경우이거나 밥을 퍼서 먹기 전에 대부분 사용한다.

## 같이 보기
- 스패튤러
- 국자 (도구)